# Plan Seldon
Le Plan Seldon, créé par Isaac Asimov dans le Cycle de Fondation, correspond au projet du psychohistorien Hari Seldon pour réduire l'ère de chaos de trente à un seul millier d'années entre la chute du premier Empire Galactique et l'apparition du second.
Il va se servir pour cela de son invention, la psychohistoire. Il va ainsi décider de créer deux fondations : la première, basée sur Terminus, doit construire petit à petit le second empire. Tandis que la seconde, « à l'autre bout de la galaxie », est constituée de psychohistoriens et est chargée de surveiller la première pour remettre à jour les prévisions de Seldon et ainsi permettre la reconstruction de l'Empire. La Seconde Fondation n'est pas à l'opposé géographique de la première comme on le pense dans le deuxième tome mais à l'opposé social. La première a été placée dans une zone faible à l'époque de Seldon alors que la deuxième fut placée dans une zone de toute-puissance à l'opposé de Terminus (Première Fondation).
Le Plan Seldon fut l'espoir du peuple de la Première Fondation pendant ce millénaire. Pendant les périodes de crises, le peuple gardait sa confiance en les prévisions de Seldon.

## Fonctionnement et réalisation du plan
Le principe du plan est simple : Terminus, la planète sur laquelle est installée la Fondation, a été choisie par le calcul psychohistorique de sorte que son histoire se divise en deux types de périodes : les périodes les plus longues, durant lesquelles la Fondation se développe régulièrement, et les périodes de crise, au cours desquelles les habitants de la Fondation ne peuvent choisir qu'une seule solution qui transforme son fonctionnement et se base sur l'évolution depuis la crise précédente. De telles crises sont appelées "Crises Seldon".
Sur Terminus, un caveau a été installé, où une image tridimensionnelle de Hari Seldon apparaît au cours de chacune de ces crises, disposées en général à des dates anniversaires de la Fondation (la première a lieu au bout d'exactement 50 ans). Cette apparition commente l'évolution de la Fondation et la crise à laquelle elle fait face, sans lui donner d'indication sur la façon dont elle doit la résoudre.

## Échecs du plan
Dans Fondation et Empire et Seconde Fondation, l'apparition imprévisible d'un mutant nommé le Mulet met en échec le Plan Seldon, au milieu d'une crise Seldon. La Seconde Fondation doit intervenir pour sauver le Plan, et sacrifier une grande partie de ses membres, car son existence est censée rester légendaire pour les membres de la Première Fondation.
Dans Fondation foudroyée, Golan Trevize doit choisir entre trois projets pour la galaxie : celui de la Première Fondation (un Empire reposant sur la domination technologique, semblable au premier Empire), celui de la Seconde Fondation (un Empire reposant sur la psychohistoire) ou le projet Galaxia (une galaxie entière à l'image de la très singulière planète Gaïa). Il choisira finalement la troisième possibilité, tandis que le plan Seldon prévoit la domination de la Seconde Fondation. On peut donc affirmer qu'à l'issue du Cycle de Fondation, le Plan Seldon a échoué.
Pour justifier son choix, Golan montre que, au-delà des deux axiomes principaux de la psychohistoire (elle ne s'applique qu'à des populations importantes qui ne savent pas qu'elles sont soumises à l'analyse), il en existe un autre, tellement évident que Seldon n'y a jamais pensé : elle ne s'applique qu'aux humains. Or, si le Cycle de Fondation n'a jusque-là mis en scène que des humains, il ne s'agit pas là d'une vérité scientifique, et d'autres formes de vies peuvent exister dans d'autres galaxies. En cas d'invasion, la psychohistoire ou la technologie seraient impuissantes. Seule l'union totale de la Galaxie dans un super-organisme (similaire à Gaïa) indivisible serait salutaire.

## Conception historique
(octobre 2020).
Si vous disposez d'ouvrages ou d'articles de référence ou si vous connaissez des sites web de qualité traitant du thème abordé ici, merci de compléter l'article en donnant les références utiles à sa vérifiabilité et en les liant à la section « Notes et références ».
La conception historique développée par Asimov à travers le plan Seldon (des périodes de calme relatif pendant lesquelles se préparent des crises qui modifient profondément le monde) est semblable à celle d'autres auteurs. Ainsi, Stefan Zweig expose des idées semblables dans la préface du livre Les Très Riches Heures de l'humanité, idées dont l'œuvre entière est une illustration. De même, la progression de la science que décrit Kuhn dans La Structure des révolutions scientifiques et les concepts de "science normale" et "science extraordinaire" rappellent cette conception de l'histoire.